# La Gloria, Tecolutla
La Gloria är en ort i Mexiko.   Den ligger i kommunen Tecolutla och delstaten Veracruz, i den sydöstra delen av landet, 240 km öster om huvudstaden Mexico City. La Gloria ligger 24 meter över havet och antalet invånare är 107.
Terrängen runt La Gloria är platt. Runt La Gloria är det ganska tätbefolkat, med 222 invånare per kvadratkilometer. Närmaste större samhälle är Gutiérrez Zamora, 12,2 km norr om La Gloria. Omgivningarna runt La Gloria är en mosaik av jordbruksmark och naturlig växtlighet.